# Dusona dineshi
Dusona dineshi är en stekelart som beskrevs av Gupta 1977. Dusona dineshi ingår i släktet Dusona och familjen brokparasitsteklar. Inga underarter finns listade i Catalogue of Life.